# Pilar Morlon y Menéndez
Pilar Morlon y Menéndez, var en kubansk feminist och journalist. Hon är känd för sitt engagemang i kampanjen för rösträtt på Kuba. Hon var medlem i Club Femenino de Cuba och ordförande för Congreso Nacional de Mujeres de Cuba 1923.